# Жернел
Жернел (фр. Gernelle) насеље је и општина у североисточној Француској у региону Шампањ-Арден, у департману Ардени која припада префектури Шарлвил Мезјер.
По подацима из 2011. године у општини је живело 339 становника, а густина насељености је износила 70,19 становника/km². Општина се простире на површини од 4,83 km². Налази се на средњој надморској висини од 240 метара (максималној 292 m, а минималној 178 m).

## Демографија
| 1962. | 1968. | 1975. | 1982. | 1990. | 1999. | 2011. |
| ----- | ----- | ----- | ----- | ----- | ----- | ----- |
| 213   | 230   | 257   | 322   | 330   | 335   | 339   |

График промене броја становника у току последњих година